# Amphibrachys
Amphibrachys (altgriechisch ἀμφίβραχυς ‚beidseits kurz‘; Plural Amphibrachys oder auch Amphibrachien) bezeichnet in der antiken Verslehre einen einfachen, dreigliedrigen Versfuß, bei dem zwei Kürzen eine Länge umschließen nach dem Schema ◡—◡.
Als eigenständiger Versfuß ist der Amphibrachys sowohl in der antiken als auch in der modernen Dichtung sehr selten, obwohl er als Wortfuß zum Beispiel im Deutschen häufig ist („entstanden“, „gelaufen“ etc.), da ein amphibrachyscher Vers auch anapästisch oder daktylisch interpretiert werden kann. Beispiel:
◡—◡ˌ◡—◡ˌ◡—◡ (amphybrachisch)
◡—ˌ◡◡—ˌ◡◡—ˌ◡ (hyperkatalektisch akephal anapästisch bzw. Jambus gefolgt von Anapästen)
◡ˌ—◡◡ˌ—◡◡ˌ—◡ (katalektisch daktylisch mit Auftakt)
Daher kann in der modernen Lyrik von einem Gebrauch des Amphibrachys sinnvoll nur dann gesprochen werden, wenn eine Absicht der Nachbildung des antiken Maßes angenommen werden kann. Belege finden sich vereinzelt im Deutschen bei Johann Wolfgang Goethe, Friedrich von Matthisson, Ernst Moritz Arndt, Conrad Ferdinand Meyer (Lied der Toten) sowie im Englischen bei Byron (Song of the Soldiers within).
Als Beispiel für ein Gedicht mit amphibrachyschem Rhythmus sei das Parzenlied Goethes aus der Tragödie Iphigenie auf Tauris zitiert:
Es fü̱rchte die Gö̱tter

Das Me̱nschengeschle̱cht!

Sie ha̱lten die He̱rrschaft

In e̱wigen Hä̱nden,

Und kö̱nnen sie bra̱uchen,

Wie's i̱hnen gefä̱llt.
Die Verse zwei und sechs sind katalektisch.
Der bei einer (unerwünschten) Zäsur im Hexameter nach dem vierten Trochäus (gr. κατὰ τέταρτον τροχαῖον katá tétarton trochaíon, siehe Hermannsche Brücke) verbleibende Teil wird auch als Amphibrachienschaukel bezeichnet:
—◡◡—◡◡—◡◡—◡ ‖ ◡—◡◡—◡